# Olivier Rogg
Olivier Rogg (* 16. Oktober 1960 in Genf) ist ein Schweizer Jazzmusiker (Piano, Komposition) und Orgelimprovisator.

## Leben und Wirken
Rogg ist ein Sohn des Organisten Lionel Rogg und erhielt klassischen Klavierunterricht. Bereits in jungen Jahren beschäftigte er sich zudem als Autodidakt mit musikalischer Improvisation. Nach einem klassischen Studium am Konservatorium in Genf erhielt er 1983 das Diplom als Musiklehrer. Im selben Jahr gewann er beim internationalen Wettbewerb des Lyoner Festivals den ersten Preis für Improvisation (Piano-Jazz) und in Genf den Rochette-Preis für klassische Improvisation auf der Orgel. 1997 war er einer der ersten Preisträger des Stipendiums der Leenaards-Stiftung.
Rogg nahm 1988 mit dem Mega Wave Orchestra sein elektronisches Album Variations sur GE/CH auf. Fast zwei Jahrzehnte lang arbeitete er mit François Lindemann in dessen Gruppe Piano Seven, mit der er mehrfach international auf Tournee war und seit 1989 diverse Alben veröffentlichte. Seit Anfang der 1990er Jahre gehörte er zudem zum Quartett von Maurice Magnoni, mit dem mehrere Alben entstanden. Weiterhin bildete er ein Duo mit dem Pianisten Lee Maddeford, mit dem er mehrfach tourte und vier Alben veröffentlichte. Mit dem Gitarristen Philippe Dragonetti arbeitete er in unterschiedlichen Konstellationen vom Duo bis zum Sextett. 1998 trat er in Alessandro Bariccos Theaterstück Novecento in der Inszenierung des Théâtre du Loup auf. Mit den Pianisten Michel Bastet und Moncef Genoud entstand 2002 das Album Trois Pianos. Bis 2008 gab er zudem Konzerte im Glockenspiel der Kathedrale St-Pierre in Genf.
Ausserdem komponierte Rogg die Musik für mehrere Fernsehfilme und Theaterstücke. 1999 wurde er vom Orchestre de la Suisse Romande mit der Komposition von «Météorythmes», einer Suite für fünf Schlagzeug-Ensembles und Streichorchester, beauftragt, gefolgt von «Cyclomotion», was er 2010 mit Philippe Genevay schrieb. Gemeinsam mit seiner Frau, Cécile Polin Rogg, und dem Texter Janry Varnel verfasste er mehr als 150 Lieder und musikalische Geschichten für Kinderchöre, die er auch mit seiner Combo Rogg*Us Quartet aufführt.
Rogg unterrichtete am Collège du Renard, am Konservatorium von Genf und an der Haute Ecole de Musique de Genève.